# Бык (Коми)
Бык (коми Бык) — деревня в Усть-Цилемском районе Республики Коми России. Входит в состав сельского поселения Хабариха.

## История
В «Списке населенных мест Российской империи», изданном в 1861 году, населённый пункт упомянут как деревня Мезенского уезда (2-го стана), при реке Печоре, расположенная в 709 верстах от уездного города Мезень. В деревне имелся один двор и проживало 4 человека (2 мужчины и 2 женщины).
По состоянию на 1920 год, в деревне Быковская имелось 18 дворов и проживало 150 человек (38 мужчин и 41 женщина). В административном отношении деревня входила в состав Хабарицкого общества Устьцелемской волости Печорского уезда.

## География
Деревня находится в северо-западной части Республики Коми, на правом берегу реки Печора, на расстоянии примерно 33 километров (по прямой) к северу от села Усть-Цильма, административного центра района. Абсолютная высота — 30 метров над уровнем моря.

### Часовой пояс
Бык, как и вся Республика Коми, находится в часовой зоне МСК (московское время). Смещение применяемого времени относительно UTC составляет +3:00.

## Население
| 2010 |
| ---- |
| 0    |

## Улицы
Уличная сеть деревни состоит из одной улицы (ул. Безымянная).